# 1493 en littérature
| Années de la littérature : 1490 - 1491 - 1492 - 1493 - 1494 - 1495 - 1496    |
| Décennies de la littérature : 1460 - 1470 - 1480 - 1490 - 1500 - 1510 - 1520 |

Cet article présente les faits marquants de l'année 1493 en littérature.

## Parutions
- 12 juillet et 23 décembre : publication par Anton Koberger à Nuremberg du Liber Chronicarum, chronique universelle de Hartmann Schedel, avec des illustrations de Michael Wolgemut en latin et en allemand[1].

- Première édition du poème didactique de Jean Meschinot, Les Lunettes des Princes par Étienne Larcher, à Nantes ; il est réédité 22 fois de 1493 à 1539[2].

## Naissances
- 5 mars : Anna Bijns, poétesse flamande († 1575)[3]